# Senior (studente)
Il termine inglese senior indica, negli Stati Uniti, gli studenti al quarto anno di studi, che possono essere di high school o universitari.

## High school
Negli Stati Uniti il dodicesimo anno è, di solito, il quarto e ultimo anno della high school e viene chiamato anno da senior. In Inghilterra e Galles, sono senior gli studenti nel loro decimo anno o successivi; in Scozia, lo sono gli studenti dal quinto anno in poi. Nella provincia canadese dell'Ontario, sono considerati senior gli studenti della high school, dal loro terzo anno in poi. Molte scuole garantiscono privilegi speciali agli studenti senior come, ad esempio, parcheggi o tavoli alla mensa riservati.

## College
Negli Stati Uniti, l'ultimo anno di uno studente verso un bachelor's degree, normalmente il quarto anno, viene chiamato anno da senior.

### Sport al College
Nello sport a livello di college, uno studente al proprio ultimo anno di eleggibilità è chiamato senior.

## Super Senior
Il termine super senior è usato negli Stati Uniti in riferimento ad uno studente che non ha completato quanto richiesto per diplomarsi entro il quarto anno e deve rimanere al college un ulteriore quinto anno per terminare gli studi.